# Ayo Makun
Ayodeji Richard Makun, también conocido por su nombre artístico AY, es un actor y comediante nigeriano.

## Biografía
Makun nació el 19 de agosto de 1971, en Ifon, estado de Ondo.
Asistió a la Universidad Estatal del Delta en Abraka, Nigeria. Se graduó en 2003 como estudiante de artes teatrales. Durante su época universitaria ganó premios como el de estudiante a la moda en el campus (1999 y 2000);  mejor promotor del mundo del espectáculo (2001)  y el premio a la sociopersonalidad del Jaycee Club.
Debutó en cine con la película, 30 Days in Atlanta, donde también fue el productor y bajo la dirección de Robert O. Peters. Fue nombrado Embajador de la Paz en 2009.

## Filmografía seleccionada
| Año  | Título                            | Personaje          | Notas                                                                            |
| ---- | --------------------------------- | ------------------ | -------------------------------------------------------------------------------- |
| 2014 | Being Mrs Elliot                  | Ishawuru           | Junto a Omoni Oboli, Sylvia Oluchi y Majid Michel                                |
| 2014 | 30 Days in Atlanta                | Akpors             | Junto a Ramsey Nouah, Lynn Whitfield, Karlie Redd y Richard Mofe Damijo          |
| 2016 | A Trip to Jamaica                 | Akpos              | Junto a Funke Akindele, Eric Roberts, Dan Davies y Chris Attoh                   |
| 2016 | The Wedding Party                 | MC                 | Junto a Adesua Etomi, Sola Sobowale, Banky W y Richard Mofe Damijo               |
| 2016 | 10 Days in Sun City               | Akpos              | Junto a Adesua Etomi, Mercy Johnson, Richard Mofe Damijo y Falz                  |
| 2017 | American Driver                   | Ayo Makun          | Junto a Evan King, Jim Iyke, Anita Chris, Nse Ikpe Etim, Nadia Buari y Emma Nyra |
| 2017 | The Wedding Party 2               | MC                 | Junto a Adesua Etomi, Sola Sobowale, Banky W y Richard Mofe Damijo               |
| 2018 | Merry Men: The Real Yoruba Demons | Ayo Abioritsegbemi | Junto a Jim Iyke, Ramsey Noah, Falz y Richard Mofe Damijo                        |
| 2019 | Merry Men 2                       | Amaju              | Junto a Jim Iyke, Ramsey Noah, Falz and Damilola Adegbite                        |
| 2021 | Mamba's Diamond                   |                    |                                                                                  |